# Мађарска окупација Југославије
Мађарска окупација Југославије се односи на окупацију, а затим анексију области Бачка, Барања, Међимурја и Прекомурја током Другог светског рата на територији окупиране Краљевине Југославије.
Ове територије су прије ослобођења биле под контролом Угарске, а у састав Југославије ушле су Тријанонским споразумом након завршетка Првог светског рата. Те области су данас подељене у неколико држава: Бачка је сада део Србије, Барања и Међимурје су сада део Хрватске, а Прекомурје је део Словеније. Окупација је почела 11. априла 1941. године када је 80.000 мађарских војника прешло југословенску границу као знак подршке немачкој инвазији Југославије која је отпочела пет дана раније. Отпор мађарским снагама је пружила Југословенска војска, али је њена одбрана брзо била срушена. Мађарским снагама су посредно помагали месни Фолксдојчери, немачка мањина, која је имала формирану милицију и разоружала је око 90.000 југословенских војника. Упркос спорадичном отпору, мађарске снаге су убиле много цивила током ових почетних операција, укључујући и неке фолксдојчере. Влада (новоформирана осовинске марионетске државе Независне Државе Хрватске) накнадно се сагласила са мађарском анексијом области Међумурје, што је узнемирило хрватско становништво у тој области.
Окупационе власти су одмах класификовале становништво Бачке и Барање на оно које је живело у том областима док су оне још биле под Угарском влашћу 1920. године и, на углавном, српске досељенике који су у то подручје стигли од када су те области део Југославије. Затим су отпочели са притварањем месних Срба у сабирне логоре и затим их пребацујући у Хрватску, Црну Гору и Србију. На крају је десетина хиљада Срба депортовано из окупираних територија. Уследило је спровођење мађаризације политичког, друштвеног и привредног живота окупираних територија, што је укључивало поновно досељавање Мађара и Секеља из других делова Мађарске. „Мађаризација” се није односила на Фолксдојчере, који су имали посебан статус под мађарском влашћу, док су у Прекомурју мађарске власти биле попустљиве према Словенцима.
Мањи оружани отпор мађарској окупацији почео је у другој половини 1941. године и на њега су мађарске власти одговориле преким мерама, које су укључивале убиства, прогон и заточеништво. Побуне су углавном биле концентрисане у српском подручју јужне Бачке у региону Шајкашка, у коме су су мађарска снаге светиле своје губитке. Августа 1941. цивилна управа је преузела власт над „Јужним земљама” (мађ. Délvidék) и оне су формално анектиране у децембру. Јануара 1942. мађарска милиција је извршила рације током који је убијено преко 3.300 људи, претежно Срба и Јевреја.
Марта 1944. године, када је Мађарска влада схватила да је пред губитком рата, отпочела је преговоре са Савезницима, Њемачка је преузела управу над земљом, укључујући анектиране територије, током операције Маргарет I. Уследило је сакупљање и превоз осталих Јевреја на окупираним територијама у логоре смрти, што је довело до смрти 85% Јевреја из окупираних територија. Пред повлачење немачких снага са Балкана, уочи напредовања совјетске Црвене армије, Немци су евакуисали 60.000—70.000 Фолксдојчера из Бачке и Барање у Аустрију. Бачка и Барања су враћене под југословенску управу крајем 1944. године када је Црвена армија истерала немачке снаге из земље. Међимурје и Прекомурје су остали под окупацијом све до последње недеље рата.

## Позадина
Подручја Бачке, Барање, Прекомурја и Међимурја била су настањена словенским живљем од средњег века. У позном средњем веку, ова подручја су била под управом Угарске, а касније долазе под управу Османског царства и Хабзбуршке монархије. Трансформацијом Хабзбуршке монархије у Аустроугарску 1867. године, ови простори су се нашли у угарском делу Монархије у коме је уместо латинског и немачког као службени уведен мађарски језик и у коме су немађарски становници били изложени мађаризацији, док су им културна и политичка права у великој мери била ограничена. Мађари су у оквиру Угарске чинили мање од половине становништва; према попису из 1910. године 48% становништва Угарске је говорило мађарски језик, али у овај проценат нису укључени само етнички Мађари, већ и припадници других народа као што су Јевреји, Буњевци, итд. Остатак становништва Угарске чинили су Румуни, Словаци, Срби, Хрвати, Словенци, Немци, Украјинци, итд.
Након завршетка Првог светског рата и распада Аустроугарске 1918. године, на Париској мировној конференцији, силе Антанте су склопиле Тријанонски споразум са Мађарском, која је тиме призната као независна држава. Споразум је, поред осталих ствари, дефинисао границу између Мађарске и суседних држава (укључујући Краљевину СХС). Области којима је раније управљала хабзбуршка Угарска подељене су између независне Мађарске и суседних држава. Од ових области, у састав Краљевине СХС ушла су подручја бивше Краљевине Хрватске-Славоније, а такође и подручја Баната, Бачке, Барање, Прекомурја и Међимурја. Значајан број Мађара је остао да живи на територијама које су ушле у састав суседних држава, укључујући и Краљевину СХС, али су на овим територијама Мађари били мање бројни у односу на друге народе. Током међуратног периода Мађарска је тражила ревизију граница дефинисаних Тријанонским споразумом, па су односи две државе били затегнути. Чехословачка, Румунија и Југославија су се 2. августа 1938. договориле о делимичној ревизији одредби Тријанонског споразума, којом је Мађарској дозвољено да се поново наоружава.

## Априлски рат и Мађарска инвазија

### Напад на Југославију
Априлски рат у Краљевини Југославији званично је почео 6. априла 1941. године када су силе Осовине извршиле инвазију на њену територију. Нацистичка Немачка извршила је инвазију на Југославију ("Операција Казна"), 6. априла 1941. без објаве рата. Био је то прекршај правила и конвенција ратовања. Шест стотина бомбардера и борбених авиона немачке авијације (Luftwaffe) бомбардовало је Београд запаљивим и распрскавајућим пројектилима. Београд је био отворен град, без ваздушне заштите и противваздушне одбране. Уништена су читава стамбена насеља. Процењује се да је у Београду страдало око 17.000 српских цивила током бомбардовања Luftwaffe-а. То је више цивилних жртава него у претходним нацистичким бомбардовањима Варшаве, Ковентрија и Ротердама заједно. Тај варварски акт је сам по себи представљао ратни злочин и акт геноцида јер су мете напада били српски цивили и цивилне структуре. Уништење српског народа и државе било је циљ Адолфа Хитлера. Био је то акт геноцида. Нацистички напад на Београд представља до тада невиђен атак на животе цивила. Тако је отпочело страдање Срба. Огромној армади коју је предводила Хитлерова Немачка, одлучила је да се прикључи и Хортијева Мађарска увидевши прилику да поравна историјске рачуне и промени границе одређене Тријанонским споразумом.

### Улазак мађарских трупа у Бачку и Барању
Као савезник Немачке, у Другом светском рату учествовала је и Мађарска на челу са Миклошем Хортијем, оданим савезником Хитлера. Хитлер је планирао да изврши инвазију на Совјетски Савез и због тога је тражио додатно војно ангажовање Мађарске на овом простору. Међутим у Југославији је извршен преврат, збачена је влада која је потписала Тројни пакт и Немачка се одлучила да нападне Југославију. Изговарајући се да има нека нерешена питања Хорти је послао своју војску у Бачку. Хорти је без знања парламента ковао планове да заузме Бачку. Међутим, поједини заговорници мађарско-југословенског пријатељства (о којем је претходно био потписан споразум) нису желели да прихвате тај чин и када је пронацистичка влада дошла на власт у Мађарској а тај споразум постао мртво слово на папиру, Хорти је без већих проблема могао да оствари своје планове. У окупацији југословенских територија је учествовало око 80.000 мађарских војника. У сарадњи са представницима Хитлеровог генералштаба, Мађарска до 30. марта израђује распоред мађарских јединица за упад у Југославију. На дан проглашења НДХ, мађарска влада заседа 10. априла 1941. године, одобрава регентову заповест о ратним операцијама у „Јужним крајевима“ и издаје „Прокламацију мађарском народу“ да је војна интервенција неопходна зарад наводне заштите мађарског живља. Стварајући привид да је Бачка освојена херојским биткама, Хортијеве трупе су исценирале сукобе пуцајући по крововима и оптужујући локално становништво да на таванима крије четнике. Мађарске трупе окупирале су Нови Сад и одмах завеле своју управу. У сам град је умарширала војска и наоружани одреди Мађара, а прва мета им је био споменик Светозара Милетића који је уклоњен од стране мађарских окупационих власти. Посебно је страдало цивилно становништво Сомбора, Србобрана, Суботице, Сенте и Новог Сада. Регент Мађарске је прекршио члан 23. Хашке конвенције принудно мобилишући становништво окупиране територије, чиме је прекршен и члан 42. који забрањује присвајање туђег суверенитета за време трајања окупације. Није познат прецизан број Срба, других Словена и Јевреја жртвованих на Источном фронту у оквиру такозваних радних батаљона.
Мађарски окупатор је ушао у Нови Сад из правца Бачке Паланке због страха од поновљеног догађаја у Сиригу. Професор доктор Милан Рунић тврди да је главни узрок тог окупаторовог потеза била опсесија хортијеваца да у Новом Саду има четника. Услед тога, као и због отпора на који су наишле у Сиригу, окупаторске снаге су у Нови Сад ушле из правца Бачке Паланке кроз Футошку улицу. Тек у поподневним сатима је мађарска војска ушла у Темеринску улицу дознавши од домаћих Мађара да је тај део града, Салајка, насељен српским становништвом и да се ту наводно крију четници. Окупатор је наредио да капије остану отворене и заређао по кућама.

### Ратни злочини
Током априлског запоседања Бачке 1941. године, услед инсценираних сукоба којима је створена привидна витешка битка „храбре“ мађарске војске са „четницима“, побијено је најмање 8.350 (према другим подацима 8.500) грађана. У политичком извештају Светозара Тозе Марковића од 10. октобра 1942. напомиње се да су хортијевци до октобра 1941. године погубили 15.000 душа, око 60.000 затворили у концентрационе логоре и протерали, а у јануарској Рацији 1942. побили „око 10.000 душа у Шајкашкој и Новом Саду“.
Преко 10.000 људи је опљачкано током априлске окупације. Вредност опљачкане имовине износи 539.251.271 предратних динара. Тим чином је прекршена Хашка конвенција (члан 46, 47. и 48.) из 1907. године за шта нико није одговарао, као ни за све друге нечовечности у Хортијевој такозваној Великој Мађарској. Ни у „ужој“ Мађарској није поштеђена аутохтона српска заједница. Тело свештеника Милоша Апића из Сантова нађено је 25. априла 1941. године у дунавском рукавцу, изломљених удова и са два метка у глави. Истражни судија из Мохача је наложио обдукцију и тело је потом покопано у највећој тајности. На стотине мађарских Срба је затворено, нарочито интелигенција. Одлуком генералштаба и Министарства унутрашњих послова, од српске и јеврејске интелигенције су састављени такозвани радни батаљони, а поједини Срби су стрпани у логоре. Априла 1941. у Марцалу је основан логор 440 у који су затворени многи „неповерљиви“ Срби, староседеоци у Мађарској. Државна комисија за утврђивање злочина окупатора није могла да наведе прецизан број присилно регрутованих војника који су као „топовско месо“ жртвовани на Источном фронту, али „утврђује“ да је био „страховит проценат“ погинулих.

## Окупација и анексија

### Окупаторска подела Војводине
У краткотрајном Априлском рату 1941. године Војводину су окупирале немачке и мађарске фашистичке снаге. Банат је заузео немачки 41. моторизовани корпус, Бачку и Барању мађарски 4. и 5. пешадијски и 1. оклопни корпус, а Срем немачка 8. тенковска и 16. моторизована дивизија 46. корпуса. Након Априлског рата Војводина је окупирана и подељена у три окупационе зоне: Срем су Немци предали тзв. Независној Држави Хрватској, Бачку и Барању је анектирала Хортијева Мађарска, док је Банат фактички потпао под власт домаћих Немаца (фолксдојчера), иако је званично припадао Недићевој Србији.
Анексију Бачке и Барање формално је потврдила мађарска скупштина 16. децембра 1941. године. Бачка је ушла у састав Бачко-Бодрошке жупаније, осим града Хоргоша који је припао Чонградској жупанији, а Барања је прикључена Барањској жупанији. Нови Сад, Сомбор, и Суботица проглашени су слободним краљевским градовима, и били су непосредно подређени мађарској влади. Окупациону власт вршиле су до 25. априла трупе мађарске „Јужне армије“, затим Команда војно-управне групе Јужне армије, а од 15. августа 1941. до октобра 1944. године власт је вршила грађанска управа, потпомогнута мађарском полицијом и жандармеријом. Као што су окупатори поделили Краљевину Југославију, тако је и Мађарска административно расподелила своје освојене територије. Поред Бачке и Барање, Мађарска је окупирала и подручја Међумурја и Прекомурја, у данашњој Хрватској и Словенији.

### Демографија
На свим југословенским територијама које је 1941. окупирала Мађарска узетим заједно, било је тада око милион становника, од којих 543.000 (54,3%) Срба, Хрвата и Словенаца, 301.000 (30,1%) Мађара и 197.000 (19,7%) Немаца.
Један од првих потеза мађарске окупационе власти у Бачкој односио се на депортацију свих Срба, Јевреја и Рома који су досељени после 31. октобра 1918. Ове мере највише су погодиле српско становништво, јер су међу колонистима после Првог светског рата огромну већину чинили управо српски ратни добровољци. На њихово место, довођене су мађарске породице из Буковине и Молдавије. Од 11. маја до 20. јуна, насељено је 13.200 Мађара из Буковине (3.279 породица). Уз то, доведене су и 53 мађарске породице из Молдавије (161 лице укупно). У куће протераних Срба, усељено је 3.325 Мађара (481 породица). Упоредни резултати пописа из 1931. и 1941. године показују да је број говорника мађарског језика у Бачкој у том периоду порастао за 80.000; у процентима, био је то раст са 34,2% на 45,4% говорника мађарског у Бачкој. У северној Бачкој, говорници мађарског су чинили 74,7% становништва, док је у Новом Саду њихов процентуални удео 1941. износио 50,4% (по попису из 1931. их је било 27,1%). Ови се подаци, ипак, морају узимати са резервом, с обзиром да је у говорнике мађарског језика окупаторска статистика рачунала и један број немађара који су говорили мађарски (Јевреје, Буњевце, итд).
- Говорни језици у Бачкој по попису из 1931. године - подаци по срезовима и градовима
- Говорни језици у Бачкој по попису из 1931. године - подаци по општинама и градовима

### Окупаторска политика и ратни злочини
У Бачкој и Барањи један од првих потеза мађарске окупационе власти била је подела становништва на две групе: оне који су били на тим подручјима у време примирја 1918. и оне који су овамо дошли током међуратног раздобља.
Одмах по окупацији, започела је кампања погрома над Србима и Јеврејима, која је, различитим интензитетом, трајала до 1944. године, вођена несмањеном жестином и мржњом према немађарима а нарочито Србима који су ту живели. Већ првих дана окупације, побијено је око 2.500 Срба. Свој злогласни врхунац, кампања је достигла током рације у Јужној Бачкој, јануара 1942. Према подацима центра Симон Визентал, само у једном дану и само на једном месту, новосадском „Штранду“, 23. јануара 1942, припадници мађарских окупационих снага у Новом Саду одвели су 292 Србина и 550 Јевреја (најпрецизнији опис новосадске рације сачинио је новосадски историчар Звонимир Голубовић) на обалу Дунава и тамо их натерали да закораче на залеђену површину реке, а потом их усмртили пушчаним хицима у лед који је пуцао. Оне који се нису одмах удавили, убијали су из пиштоља и пушака. У том догађају, као и у свим злочинима током рације у Јужној Бачкој 1942, учествовале су и јединице мађарске војске и Мађарске краљевске жандармерије.
У Бачкој и Барањи је заведена окупаторска управа, уклањани су српски називи на јавним местима, протеривани Срби и други немађари а у школе је уведен мађарски језик као обавезан. Српски виђенији људи су убијани а њихова имовина плењена.
У Бачкој су у потерама мађарске војске, полиције и жандармерије, разбијене многе партизанске групе и десетине, као и многе партијске организације. У низу полицијских акција и пресуда мађарских преких судова у Бачкој је, од јуна 1941. до октобра 1942. године, убијено око 350 чланова КПЈ и око 5.000 родољуба и антифашиста. Окупатор никога није штедео. Све се радило са јасним циљем, да се покаже да је окупирано подручје Мађарска а не Југославија.
Покрајинска комисија за утврђивање злочина окупатора и њихових помагача у Бачкој и Барањи, утврдила је поименце 412 мученика који су издахнули услед зверских мучења у новосадској „Армији“.
Државна комисија је установила да је најмање 21.671 особа са територија окупираних од Хортијеве Мађарске отерана на присилне радове. Мађарске власти су поверљивим документима наложиле присилни рад са циљем да допринесу ратним походима нацистичке Немачке и да униште припаднике српског, других словенских и јеврејског народа.
Према личној наредби Адолфа Хитлера својим командантима, окрутност и немилосрдност према Србима били су главна одредница немачке окупационе политике. Тај пример следили су сви савезници Сила Осовине, па и Хортијеви Мађари.
Пошто је Миклош Хорти био одани савезник Алдофа Хитлера, хтео је да покаже да је Мађарска спремна учинити све за пакт Сила Осовине. Победу у Априлском рату Мађари су извојевали уз помоћ припадника појединих националних мањина, нарочито мађарске и делом немачке националне мањине које су биле настањене у Бачкој и Барањи. Стварних борби и битака није било, али Хорти је желео да покаже да је ово био војнички поход а не злочиначки и агресорски упад на туђу државну територију. Хорти је такође желео да промени границе Мађарске, које су биле одређене Тријанонским споразумом. Сви који нису спадали у мађарску нацију, морали су бити протерани или одведени у логоре. Хорти је ишао ка једном циљу - Великој Мађарској.
Мађарска је послала своје јединице и у инвазију Совјетског Савеза. Ове трупе су спалиле око 30 села у свом походу. Штитиле су бокове немачких армија, али ће тај поход скупо платити када Црвена армија буде извршила контра-напад и поразила мађарско-немачке јединице.
Да би одржале своју власт и завеле „ред“ мађарске окупационе власти су вршиле терор и кажњавале сваки вид саботаже. Сегедински затвор "Чилаг" (Звезда) био је највеће концентрационо место за политичке затворенике - активисте отпора фашизму. У том казамату је 752 заточеника из Бачке и Барање издржавало казну. Једно од најстрашнијих мучилишта била је данашња касарна код новосадске Рибље пијаце. У том казамату је издахнуло 412 мученика. Сагласно антисемитској политици Миклоша Хортија, сви Јевреји од 18 до 48 година су присилно послани на изградњу путева и магацина и обраду земље додељене мађарским насељеницима. Прве радне чете чинили су искључиво Јевреји по наређењу генерала Терека команданта Печујске дивизије. Убрзо су пристигли Срби и други Словени. Најмање 21.671 особа је отерана на присилне радове.
Мађарска новинска агенција јавила је из Суботице да је до 30. априла 1941. године исељено преко 10.000 људи и да треба истерати још најмање 100.000 Срба. Мађарска влада је од немачких окупационих власти у Београду затражила одобрење да протера 150.000 Срба из целог подручја под контролом Мађарске, што јој није одобрено. Уместо у Србију, до краја маја 1941. године у кланицу НДХ, логор Јасеновац, протерано је 42.000 бачких Срба.

## Етноцид и геноцид над Србима и другим немађарима

### Јануарска рација 1942. године
Леденог јануара 1942. године када се температура спуштала до 30 испод нуле, у јужној Бачкој (Шајкашка: троугао између Дунава и Тисе) под изговором да траже партизане, хортијевске трупе су починиле стравичне злочине које не памти историја Европе. У правом геноциду искорењено је 30% становника Чуруга, истребљена цела главна улица у Жабљу, утамањене бројне српске, русинске и јеврејске породице у Ђурђеву. 21. јануара 1942. године у блокираном Новом Саду отпочело је тродневно „чешљање терена“ у којем је погубљено преко 4.000 становника. Осим што су посејали смрт по граду, фашисти су искористили купалиште Штранд да на том стратишту затру целе породице бацајући их под лед. Шајкашко-новосадска рација је према мађарским војним изворима однела најмање 12.736 особе. Размере злочина су невероватне. Шокантна су зверства и мржња испољена тог јануара 1942. године, комшије које су учествовале у геноциду, храброст појединих који су изгубили животе спасавајући друге и судбина два села која су спасена захваљујући локалним Немцима и једном окупаторском жандару.
Председник Друштва за очување сећања на Холокауст Александар Вељић тврди да је идеолошки обојена послератна историја заташкала чињеницу да је у злогласној "Рацији" из 1942. године, злочиначкој акцији мађарске окупационе војске на подручју Бачке, убијено 12.763 недужних људи.
Мађарски народни посланик из тог времена Ендре Бајчи Жилински, дошао је до непобитних сазнања да су у јануару 1942. године припадници мађарске окупационе војске побили у Бачкој 12.763 недужних људи.
Окупатор је, према наводима Жилинског, који се позива на мађарске војне изворе, те стравичне злочине чинио у троуглу Дунава и Тисе у Бачкој, кад је убијао и под лед Дунава бацао недужне људе, старце, жене и децу. Идеолошки обојена послератна историја заташкала је и знатно умањила број жртава. Нажалост, откривена истина о злочинима његових сународника у Бачкој, Жилинског је коштала живота.
У недавно откривеном чланку Нилса Хорнеја у шведском листу „Социјалдемократа“ (од 12. октобра 1943) наводи се да је у „Рацији“ погубљено преко 10.000 Срба. Хорнеј је податке добавио од мађарских званичника и избеглица из Бачке. Ових дана је откривен и извор о броју јеврејских жртава у књизи "Југословени у мађарским затворима и логорима 1941—1945" из пера бившег председника новосадске Јеврејске општине Владислава Ротбарта, који спомиње "… оних око 2.000 Јевреја који су убијени током такозваних рација јануара 1942. године". Тај напис је подударан са подацима о 1.708 поименце идентификованих Јевреја и сазнањем да је у Новом Саду боравило око 300 јеврејских емиграната из других земаља под нацистичком окупацијом.
Њихов идентитет углавном није познат, а као странци и Јевреји били су на мети за одстрел.
До сада је поименце идентификовано 545 других жртава. Међутим, 83 идентификоване ромске жртве не представља коначан број погубљених Рома пошто нажалост нема података о убијеним новосадским Ромима, нити о већини жртава из 50 ромских породица у Мошорину. Идентитет око 150 погубљених кисачких Словака такође није непознат.
Ове бројке нас збирно доводе до 12.763 и тиме је доказана веродостојност мађарских извора, истина која је посланика Ендреа Бајчи Жилинског коштала живота.
Одмах по ослобођењу појединих делова Југославије, почела су суђења за ратне злочине, сарадњу са окупатором и друге преступе. Војни судови су судили по Уредби о војним судовима и надлежношћу војних судова, донетој 24. маја 1944. године, а затим војни и цивилни судови по Закону о кривичним делима против народа и државе, донетом 15. августа 1945. године. Овај закон је мењан и допуњаван 16. јула 1946. године.
Прва суђења ратним злочинцима и народним непријатељима почела су у Београду крајем октобра 1944. године.
У Војводини суђења су почела децембра 1944. године, а завршена су децембра 1947. године. У табели "објављене пресуде ратним злочинцима" приказане су пресуде које су до сада објављене. Ова суђења приказана су у оновременој штампи.
Паралелно са суђењима, објављивана су саопштења Државне комисије за ратне злочине окупатора и њихових помагача. Два саопштења су се односила на злочине мађарске државе. У Саопштењу бр. 69 изнети су подаци о Злочину принудног регрутовања становништва Бачке и Барање у јединице мађарске војске, а у саопштењу бр. 90 о Злочину уништавања народа Бачке и Барање помоћу ропског рада.
Релативно целовит преглед свих група масовних злочина почињених у Војводини на територији мађарске окупације дат је у већ поменутој књизи Злочини окупатора и њихових помагача у Војводини, књ. 1 - Бачка и Барања, која је објављена 1946. године у 7.000 примерака.
Многи одговорни за злочине нису суђени, јер су били недоступни, као нпр. жандармеријски капетан Шандор Кепиро.
Са друге стране у време борби за ослобођење Бачке и Барање, те у првој фази постојања Војне управе за Банат, Бачку и Барању, вршено је кажњавање одговорних за ратне злочине и без суђења у режији Озне. Архивска грађа о томе или не постоји у потпуности, или нам још увек није доступна.

### Логор Шарвар
За разлику од Срба староседелаца, Миклош Хорти Србе досељене након 1918. године, када је 1941. године успоставио контролу над Бачком, није признао за држављане велике Мађарске. Пошто, према тадашњем мађарском гледишту, они нису били мађарски држављани, преживели сужњи злогласног логора за интернирце у Шарвар, мада су то у два наврата покушавали, нису успели да од Мађарске добију макар и симболичну одштету за патње које су у њему током Другог светског рата преживели.
Солунски добровољци, махом Личани, Херцеговци и Црногорци, на север Бачке насељени су после Првог светског рата. Добили су нешто обрадиве земље, да би, у наредне две деценије, сами подигли 32 потпуно нова насеља попут Малог Београда, Мишићева, Растине, Карађорђева, Војводе Зимоњића, Алексе Шантића, Бачког Соколца. Кроз логор у Шарвар их је, од 1941. до 1945, прошло више од 10.000, од чега око 4.300 деце.
Пошто су их истерали из кућа, Мађари су преостале солунске добровољце и њихову децу најпре сместили у четрдесетак сабирних логора у околини Бачке, да би уследио транспорт у Шарвар. Ту су их дочекали стражари са пушкама и корбачима, хале бивше свиларе са на брзину склепаним дрвеним креветима на три спрата, широким једва 40 сантиметара и без било какве простирке, и студен и глад коју, како су изјавили, неће заборавити до краја живота. Још док су их жандарми и војници избацивали из кућа у Соколцу, Мађари из суседне Старе Моравице су, на улазу у село чекали да у њих упадну и опљачкају их. Касније су и куће и имања солунских добровољаца додељени Мађарима досељеним из Буковине и Ердеља.
Логор у Шарвару био је страшно место. Некадашња фабрика свиле претворена је велики затвор за Србе из Бачке. Иако није било масовних егзекуција, много људи умрло је од глади и болести. Деца су била најугроженија. Током зиме 1941/42. у логор је доведено 4.300 деце. Тешко да би велики број деце преживео да није било храбрих и одлучних Срба који су спасли 3.000 деце. И поред тога, Шарвар је назван гробницом деце, тамо је умрло 1.300 малишана. Главни човек који је организовао излазак деце из логора и смештања у кућама по Бачкој био је Владика Иринеј Ћирић.
Агонија Срба из Бачке почиње након напада Немачке на СССР, 22. јуна 1941. Мађарске власти одлучиле су да се обезбеде у случају напада па су формирале логор за Србе који нису рођени у Војводини. На мети су им били колонисти и српски добровољци из претходних ратова. У логоре је одведено између 60.000 и 70.000 људи. Највише их је пропатило у Шарвару.
Током јуна из бачких логора у Шарвар је дошло 5.500 људи. Током септембра из суботичког логора пристигло је још њих 600. А децембра 1941. из Барча и Нађкањиже доводе још 2.000 особа. Од 1941. до 1945. кроз логор је прошло између 9.000 и 9.500 људи.
Преживели очевици тврде да су вагони били тако пренатрпани да у њима скоро и није било ваздуха. Током читавог пута вагони нису ниједном отварани па су малу и велику нужду морали да обављају у вагону. Воду и храну нису добијали. Пут је трајао неколико дана. Када су коначно изашли из воза у Шарвару, војска их је постројила и звецкајући оружјем одвела до једне фабрике недалеко од железничке станице.
Одлуком Министарства одбране мађарске краљевске владе, логор је формиран 20. јуна 1941. у напуштеној фабрици свиле. Заробљеници су одмах видели да је место на које су их довели припремљено за дужи боравак, за разлику од логора у Војводини који су прављени на брзину уз много импровизација. Радило се о читавом комплексу зграда, међу којима је било девет хала некадашње фабрике. Зграда команде налазила се у средини фабричког круга. Ту су биле и кухиња, разне радионице и амбуланта. Логор је био ограђен бодљикавом жицом, а ископан је канал око фабрике. Логор је имао око 1.500 квадрата (300 пута 500 метара).
У девет хала изграђени су боксови. У свакој по 800 људи, који су спавали на даскама и слами. Логораши никако нису могли да се угреју. Посебан проблем био је стаклени кров пун рупа. Током јесени и зиме стално је све било мокро. Од тешког смрада труле сламе и измета онесвешћивали су се и најотпорнији. Људи су били мршави, вашљиви, испијених лица, у подераној обући и одећи. Умивали су се водом из бара.
У том брлогу од блата сви су живели заједно, и стари и млади и болесни... Хране је било мало. За доручак су добијали црну горку течност која је требало да представља кафу од цикорије. За ручак и вечеру кувана је сточна репа, сточна бундева, купусни лист, стари грашак, хмељ и просо. У “свечане” ручкове спадао је кувани трули кромпир и чорба од црвљивог пасуља. Због такве хране владала је тешка дизентерија, што је само закомпликовало стање у баракама. Од глади је током прве зиме умро 281 логораш, а међу њима је било највише деце.
Поред глади и болести логораши су морали да трпе и тешку тортуру. Преживелима је у сећању остао Брадоња. Човек од два метра и 120 килограма. Никуд није ишао без корбача који је често употребљавао, с разлогом или без икаквог повода. Није правио разлику између мушкараца, жена и деце. Тукао је све.

### Протеривање Срба и Буњеваца
Априла 1941. године је Национални савез инжењера и грађевинара Мађарске сачинио србомрзачки и буњевачкомрзачки Меморандум Делвидеки Отхон, у којем пише:
„Православно српство увек би било тело у телу нације, које заражава цео организам и само коренитим изрезивањем тога може се доћи до правилног лечења. Међу ове треба уврстити и Буњевце који нису одани Мађарској. Зато њих заједно са осталим непожељним лицима треба протерати преко Дунава и Драве. Напоље с њима!“
Хорти је наредио да се у Рати код Суботице протера 1.500 Буњеваца, док је у Бајмоку убијено неколико десетина припадника те етничке заједнице.

## Одговорност за злочине
Миклош Хорти никада није одговарао за извршене ратне злочине. Немци су га уклонили са власти и интернирали у октобру 1944. године када је изразио спремност за потписивање примирја на почетку Битке за Будимпешту, када је главни град Мађарске освојила Црвена армија. Одведен је у Баварску где је био заточен до краја рата. Учествовао је на Нирнбершком процесу после Другог светског рата. Након тога до краја живота, до 1957. године, живео је у Португалији. Мада бројна историјска документа сведоче о мађарским злочинима, данас Јавни парк у Ђемреу (надомак Будимпеште) носи име по Миклошу Хортију, 2010. године откривена је прва његова дрвена биста у месту Кереки, а на богословном факултету у Дебрецину налази се спомен-плоча у његову част. Устав Мађарске амнестирао је Миклоша Хортија за депортовање 400.000 мађарских Јевреја у концентрационе логоре смрти, ослобођен је кривице за Рацију, док се акције у Војводини, према овом мађарском гледишту, сматрају "акцијом регуларне војске у тадашњој држави".
Шандор Кепиро је умро пошто је на суђењу од маја до јула 2011. године ослобођен оптужби да је у јануару 1942. године као жандармеријски капетан учествовао у спровођењу Новосадске рације у којој је, према наводима оптужнице, побијено најмање 1.246 грађана Новог Сада, највише Јевреја, Срба и Рома, међу којима и 168 деце. Поједини истраживачи тврде да је у рацији убијено више од 4.000 људи. Пред крај рата и после рата од стране мађарских власти био је два пута осуђиван, на 14 и на 10 година затвора, због учешћа у Рацији, али казну никада није одслужио, јер је након рата побегао у Аустрију а потом у Аргентину. У Мађарску се вратио 1996. године и добио пензију од државе.

### Суђења за ратне злочине и Међународно кривично право
Антихитлеровска коалиција је најпре оснивањем Комисије уједињених нација (КУН) за ратне злочине 20. X 1943. а потом „Московском декларацијом“ од 30. октобра 1943. године решила да ће после завршетка рата судити ратним злочинцима јер је било евидентно да су већ до тада извршени тешки ратни злочини ("зверства"), кажњиви по Хашким конвенцијама. На основу закључака Московске декларације владе савезничких земаља Антихитлеровске коалиције основале су посебне органе за истраживање ратних злочина и кажњавање ратних злочинаца. У случају Југославије, на Другом заседању Антифашистичког већа народног ослобођења Југославије (Авноја) 29. новембра 1943. године у Јајцу донета је одлука у том смислу, а већ сутрадан је НКОЈ основало Државну комисију за утврђивање злочина окупатора и њихових помагача, са председником др Душаном Недељковићем, професором Универзитета у Београду. После тога, у периоду од 19. фебруара до 18. новембра 1944. године, формирано је 6 земаљских (републичких), једна покрајинска (Војводина) и две обласне (Косово и Метохија и Санџак) комисије. Затим је оформљено 65 окружних, 299 среских (котарских) комисија и референата, 1.210 општинских и месних комисија, повереништава и сабирача података и 28 посебних анкетних комисија.
Према непотпуним подацима, Државна комисија, земаљске и све друге комисије и њихови органи прикупили су око 958.828 пријава о ратним злочинима и злочинцима; сачинили око 550.000 записника о саслушањима сведока и записника о саслушањима самих криваца; пронађено је око 20.000 оригиналних докумената из непријатељских извора; 5.816 фотографија о злочинима и њиховим извршиоцима и израђено је 170 обимних елабората о ратним злочинима и злочинцима.
Када је реч о документима из непријатељских извора, многи од њих су били јавни (огласи о забранама, стрељањима талаца итд, леци са сличном садржином, штампа), а други, нејавни документи су заробљени, иако је непријатељ настојао да многе уништи, у чему је у доброј мери успео.
На основу прикупљене грађе и других сазнања, комисије су донеле око 120.000 одлука којима је проглашено преко 66.000 ратних злочинаца, од којих су 17.175 из редова окупатора, а 49.245 из редова домаћих издајника. У Државној комисији регистровано је 14.618 злочинаца из редова окупатора, и 11.521 ратни злочинац из редова домаћих сарадника окупатора, што укупно износи 26.136 ратних злочинаца. Многи су са листе ратних злочинаца доспели и на листу ратних злочинаца Уједињених нација.
Покрајинска комисија за утврђивање злочина окупатора и њихових помагача у Војводини основана је одлуком Главног народноослободилачког одбора Војводине у Новом Саду 17. септембра 1944. године. На челу Покрајинске комисије био је правник Петар Мијачевић, а она је у свом саставу имала референте за мање територијалне целине (округе). Прикупљањем података бавиле су се Анкетне комисије за поједине облати (за Срем, за Бачку и Барању, за Банат) и тзв. већа статистичара. Прикупљане су пријаве о злочинима и злочинцима од грађана, полиције, органа државне безбедности, а прикупљани су и документи - јавни (прогласи, огласи, плакати, леци итд.) и тајни - непријатељске провенијенције.
Створен је огроман архивски материјал на основу кога су доношене одлуке о проглашењу ратних злочинаца, покретани кривични поступци, тражена изручења оних који су били на туђим државним територијама, писана саопштења и израђивани елаборати по групама масовних ратних злочина. У Покрајинској комисији израђено је преко 20 опширних елабората о више група масовних ратних злочина, те два посебна, која нису сврстани у ове групе, а то су елаборат о страдању Јевреја и елаборат о држању домаћих Немаца (фолксдојчера) пре рата, за време рата и за време окупације.
Један од тих елабората односи се и на Рацију у јужној Бачкој 1942. Покрајинска комисија је злочине почињене током „рације“ сврстала у III групу масовних злочина. Елаборат је израђен на основу великог броја докумената, чије сигнатуре су означене. Такође, израђен је и Албум фотографија „Рација“ (егзекуције, појединачни лешеви и групе лешева, бацање лешева у Дунав, вађење лешева из Тисе и Дунава у пролеће 1942).